# Buikwe
Le district de Buikwe est un district du sud de l'Ouganda. Il se trouve au bord du Lac Victoria. Sa capitale est Buikwe.

## Géographie
Le Nil Blanc sépare le district de Buikwe, à l'ouest, de celui de Jinja à l'est.

## Histoire
Le district a été créé en 2009 par séparation de la partie orientale de celui de Mukono.